# Ruf Rt 12
 (avril 2014).
Si vous disposez d'ouvrages ou d'articles de référence ou si vous connaissez des sites web de qualité traitant du thème abordé ici, merci de compléter l'article en donnant les références utiles à sa vérifiabilité et en les liant à la section « Notes et références ».
La Ruf Rt 12 est une supercar du constructeur allemand Ruf, basée sur la Porsche 911 type 997.

## Caractéristiques techniques
Dans sa version standard, la RT 12 est équipée d'un moteur Flat 6 développant une puissance de 650 ch. Elle effectue le 0 à 100 km/h en 3,6 secondes, et sa vitesse de pointe est de 356 km/h.

## Variantes
- Ruf Rt 12 R : dans cette version le Flat 6 est poussé à 730 ch, pour un poids total d'un peu plus de 1,2 tonne. La vitesse de pointe atteint les 373 km/h.
- Ruf Rt 12 S : elle développe une puissance de 685 ch, et effectue le 0 à 100 km/h en 3,4 secondes. Elle atteint la vitesse maximale de 362 km/h. La voiture pèse environ 1,4 tonne.